# 2021年刚果共和国总统选举
2021年刚果共和国于3月21日举行总统选举，在此次选举中现任总统德尼·萨苏-恩格索以88%的得票率再次当选。他的主要对手居伊·布里斯·帕尔费·科莱拉在投票结束数小时后去世。

## 选举制度
刚果共和国总统任期五年，最多可连任两次。选举中只有获得绝对多数票的候选人才能当选，如果没有候选人获得绝对多数票，则得票最高的前两名候选人将在宪法法院宣布结果后二十一天进行第二轮选举。该国在2015年通过了一部新宪法，使萨苏-恩格索可继续连任。

## 选举活动
萨苏-恩格索在2019年12月举行的一次刚果劳动党大会上被指定为该党的总统候选人，并于2021年1月23日正式宣布参选，他的连任被认为几乎没有悬念。
全国范围内的电信服务在选举日当天中断，与2016年大选的情况如出一辙，当时这一状况遭到了非洲联盟等国际组织的谴责。

## 选举结果
选举当天下午，反对派总统候选人居伊·布里斯·帕尔费·柯雷拉斯在飞往法国接受治疗的飞机上因感染新冠肺炎去世，而他在几个小时前发了一段视频，称自己在“与死亡抗争”。在此次选举中，现任总统萨苏-恩格索以88%的得票率再度连任。
| 候选人             | 候选人                        | 政党               | 票数      | %      |
| ------------------ | ----------------------------- | ------------------ | --------- | ------ |
|                    | 德尼·萨苏-恩格索              | 刚果劳动党         | 1,539,725 | 88.40  |
|                    | 居伊·布里斯·帕尔费·科莱拉     | 民主人道联盟       | 138,561   | 7.96   |
|                    | 马蒂亚斯·迪宗                 | 民族复兴爱国联盟   | 33,497    | 1.92   |
|                    | 约瑟夫·基格诺姆比·基亚·姆本古 | 锁链               | 10,718    | 0.62   |
|                    | 达夫·马福拉                   | 主权主义者         | 9,143     | 0.52   |
|                    | 阿尔贝·奥尼安格               | 独立候选人         | 6,977     | 0.40   |
|                    | 安吉奥斯·恩甘吉亚·恩甘贝      | 共和国行动党       | 3,157     | 0.18   |
| 总共               | 总共                          | 总共               | 1,741,778 | 100.00 |
|                    |                               |                    |           |        |
| 有效票数           | 有效票数                      | 有效票数           | 1,741,778 | 98.03  |
| 无效及空白票数     | 无效及空白票数                | 无效及空白票数     | 35,008    | 1.97   |
| 总票数             | 总票数                        | 总票数             | 1,776,786 | 100.00 |
| 已登记选民／投票率 | 已登记选民／投票率            | 已登记选民／投票率 | 2,645,283 | 67.17  |
| 资料来源：宪法法院 |                               |                    |           |        |